# Epeo (figlio di Endimione)
Epeo (in greco antico: Ἐπειός?, Epeiós) è un personaggio della mitologia greca. Fu re dell'Elide.

## Genealogia
Figlio di Endimione e di una ninfa Naiade o di una donna mortale su cui gli stessi autori di scrivono più nomi (Ifianassa, Asterodia Cromia, Iperippe) e fu padre di Irmina avuta da Anassiroe.

## Mitologia
Vinse la gara di corsa che il padre indì tra i tre fratelli (lui, Etolo e Peone), per la successione al trono ed una volta insediatosi cambiò il vecchio nome del regno in 'Epea' divendone l'eponimo. 
 
Fu un contemporaneo di re Enomao di Pisa ed era ancora re quando Pelope giunse dalla Lidia e lo sostituì sul trono.
Alla sua morte, Epeo fu sostituito da Etolo.